# Музей Амет-Хана Султана в Алупке
Музей дважды Героя Советского Союза Амет-Хана Султана — музей, посвящённый жизни, боевому пути и лётно-испытательной деятельности советского военного лётчика, дважды Героя Советского Союза Амет-Хана Султана. Расположен в Алупке, открыт старшим научным сотрудником Ялтинского объединённого историко-литературного музея Тефиде Мухтерем в статусе народного 26 февраля 1993 года.
С 2002 года — Отдел Крымскотатарского музея искусств (с 2014 года Крымскотатарский музей культурно-исторического наследия). Здание музея (бывшая дача Никольской) признано памятником архитектуры — объектом культурного наследия народов России и охраняется государством.

## Экспозиция
В музее работает постоянно-действующая экспозиция, посвящённая жизни, пути и лётно-испытательной деятельности советского лётчика, а также его семье и боевым соратникам. Здесь представлены воспоминания участников Великой Отечественной войны, коллег и соратников по лётно-испытательной работе, фотографии, архивные документы, письма, книги, личные вещи Амет-Хана Султана, лётное обмундирование и др. Среди экспонатов представлены макеты самолётов времен войны, а также послевоенного периода как военной, так и гражданской авиации. На территории размещены макет самолёта Ла-5ФН, подаренный после съёмок художественного фильма «Хайтарма», и самолёт-снаряд, прототип первой советской авиационной противокорабельной крылатой ракеты КС-1.

## История создания музея
С 1992 года над созданием музея работала старший научный сотрудник Ялтинского объединённого историко-литературного музея Тефиде Мухтерем. В 1993 году 26 февраля в городском Доме культуры Алупки состоялось официальное открытие постоянно действующей экспозиции «Жизненный путь дважды Героя Советского Союза Амет-Хана Султана». Над экспозицией работал крымскотатарский художник Алим Усеинов.
Музей находился в статусе народного до 2002 года, вход был бесплатным. Со дня открытия и до 2001 года Т. У. Мухтерем была заведующей музея. В 2002 году музей стал отделом Крымскотатарского музея искусств. С 2003 по 2014 год заведующим музеем был Мустафа Мустафаев.
Здание музея — бывшая дача Никольской — было передано Минздравом Украины в Фонд коммунального имущества Крыма целенаправленно под музей Амет-Хана Султана в 1999 году. Дом 1872 года постройки был отреставрирован в 2007 году. В 2010 году состоялось открытие постоянно действующей экспозиции «Жизненный и боевой путь славы Амет-Хана Султана» в этом здании.
В соответствии с распоряжением Совета министров Республики Крым от 22.10.2014 г. № 1095-р Крымскотатарский музей искусств стал Государственным бюджетным учреждением Республики Крым «Крымскотатарский музей культурно-исторического наследия». В настоящее время ГБУ РК «Крымскотатарский музей культурно-исторического наследия» состоит из четырёх отделов: отдел фондов, отдел научно-экспозиционной работы, отдел культурно-образовательной и выставочной работы и Музей дважды Героя Советского Союза Амет-Хана Султана в г. Алупка (на правах отдела), Музей археологии в г. Старый Крым (на правах отдела).
С марта 2015 года музеем заведует Тефиде Усеиновна Мухтерем.
В октябре 2015 года в музее провели работы по благоустройству территории, возведён постамент под самолёт-снаряд, обновлена экспозиция на 2-м этаже. В октябре 2016 года был отреставрирован макет самолёта Ла-5ФН.
Существует план построить мемориальный комплекс в честь Амет-Хана Султана в Симферополе.

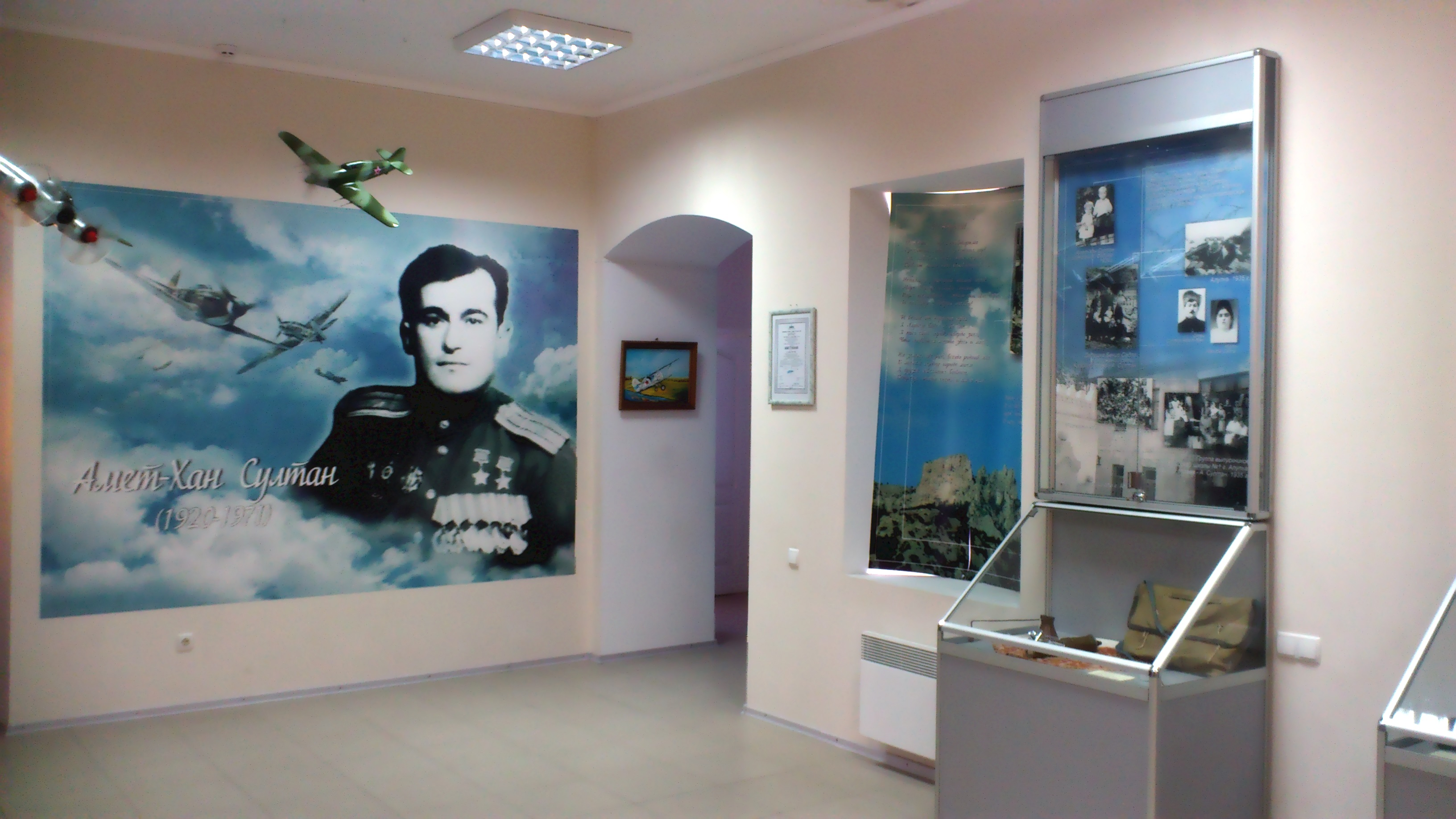
Фрагмент экспозиции Музея дважды Героя Советского Союза Амет-Хана Султана в Алупке
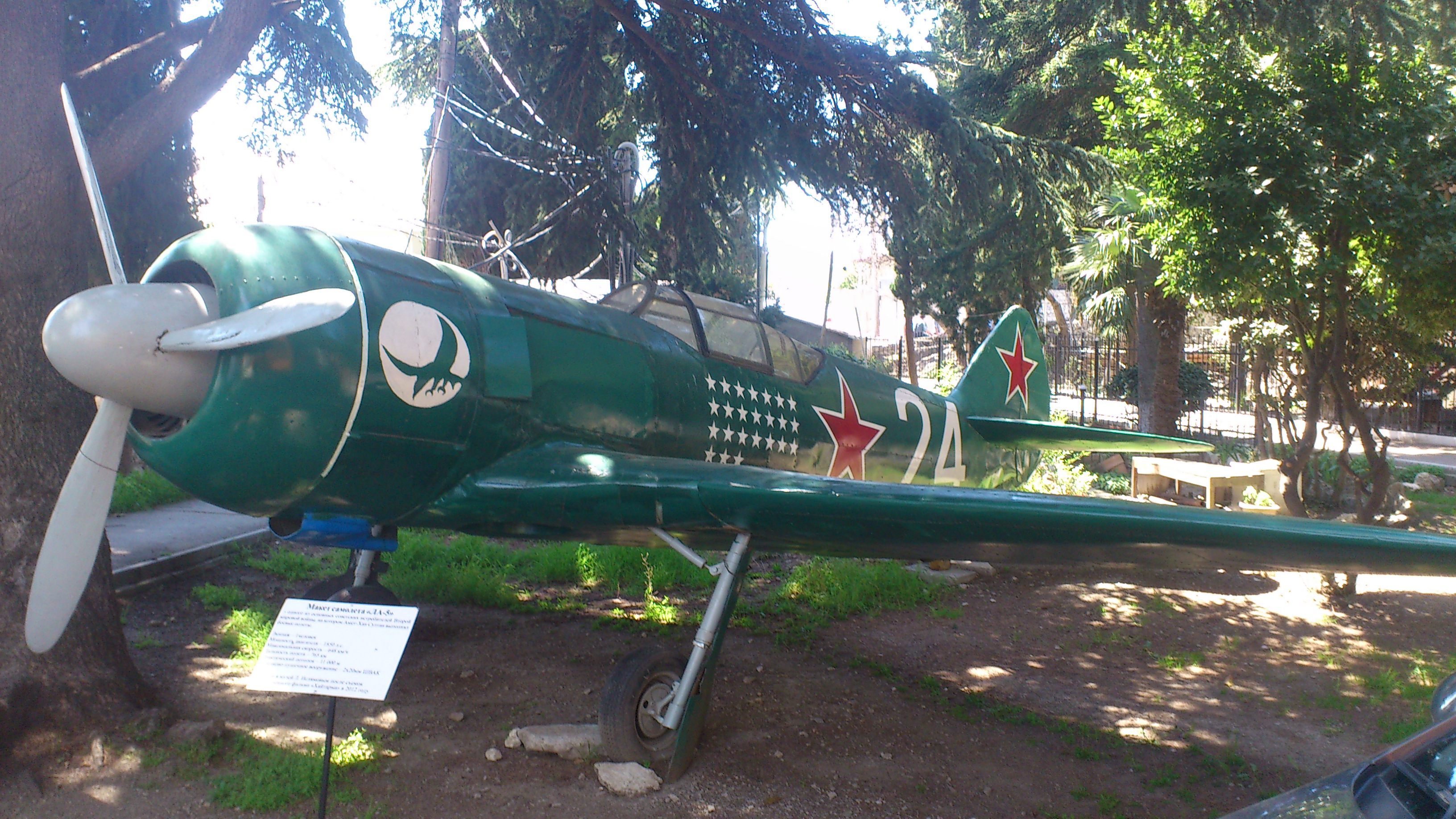
Макет Ла-5ФН на открытой площадке музея
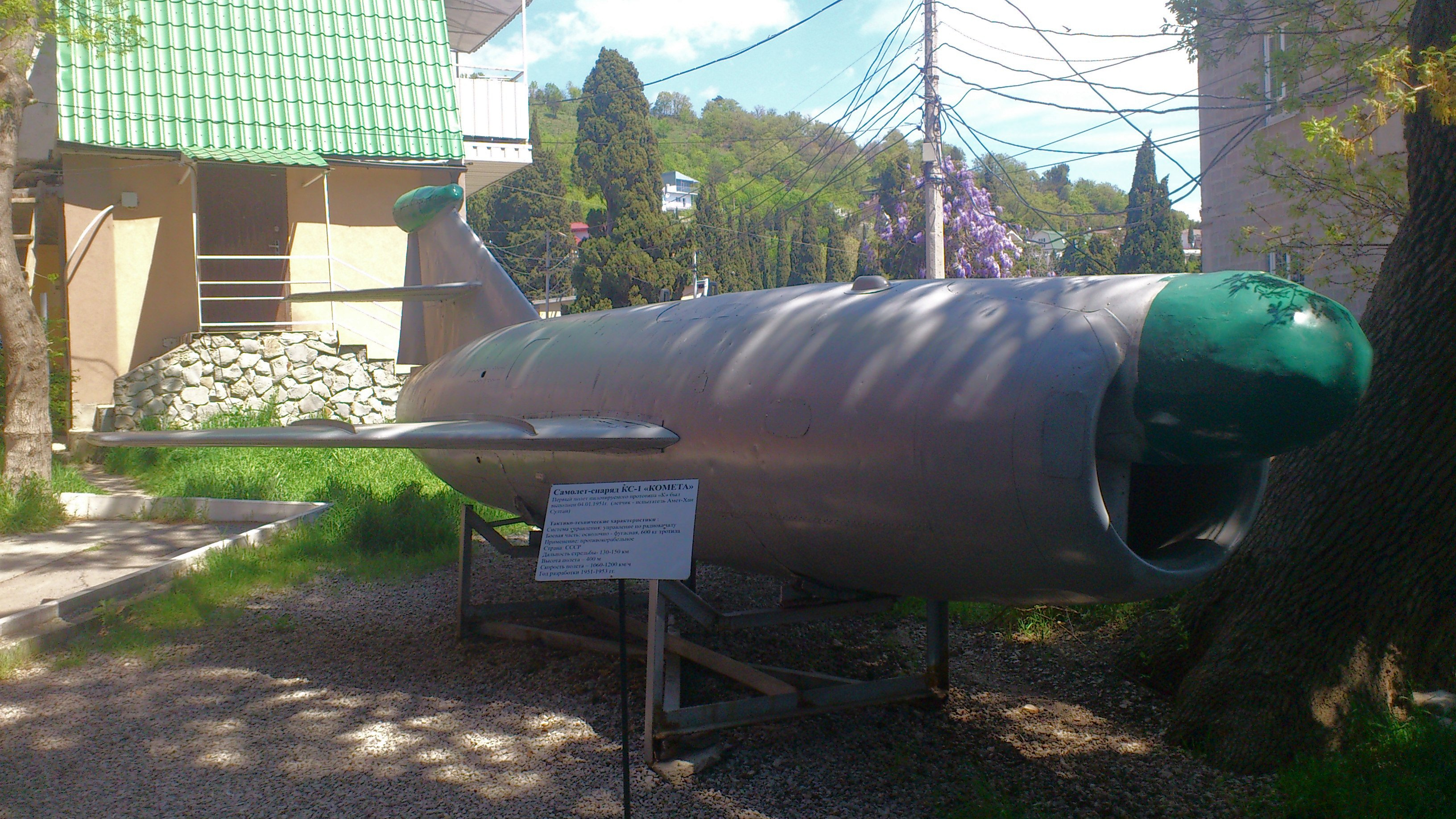
Самолёт-снаряд, прототип Крылатой ракеты КС-1, которую испытывал Амет-Хан Султан